# ピクセルアスペクト比

ピクセルアスペクト比 1:1

ピクセルアスペクト比 2:1

ピクセルアスペクト比（Pixel Aspect Ratio：PAR）とはデジタル映像を構成する画素の幅と高さについての数値比率である。ピクセル比とも呼ばれる。通常、データとしてPCで扱うピクセル（画素）は1:1が基準であり、画面全体は正方形の画素のグリッドとして映像が描画される。この画面全体の横縦比は一般的に画面アスペクト比と呼ばれる。しかしながら映画素材などとの互換性維持のため画素の幅と高さが異なる、つまり長方形の画素で画面を構成することがいくつかのビデオシステムで定義された。この項目では主にデジタル映像におけるピクセルアスペクト比について述べる。「ピクセル」単体の内容についてはピクセルを参照の事。

## 具体例
正方形比率以外で構成されたピクセルアスペクト比は動画編集や映像コンテンツで用いられる事が多く、特にテレビ放送データやDVD-Videoがそうである。NTSC準拠のSDTVのピクセルアスペクト比は横:縦=10:11なので、これをピクセルアスペクト比が1:1のPCなどでそのまま再生した場合、正常な画面比率が得られない。ただし、テレビ放送視聴用やDVD-Video再生用のソフトウェアなどはピクセルアスペクト比の補正機能があるために通常のテレビで視聴する場合と同様に正常な画面比率で見られる。

## 一般的な規格におけるピクセルアスペクト比
一般的なビデオフォーマット規格におけるピクセルアスペクト比の値を以下に示す。
| ビデオシステム                       | 解像度                  | ピクセルアスペクト比 | ピクセルアスペクト比 | ピクセルアスペクト比                 | ピクセルアスペクト比               |                                |
| ビデオシステム                       | 解像度                  | 整数                 | 整数                 | 小数                                 | 小数                               |                                |
| ビデオシステム                       | 解像度                  | アナログ             | デジタル             | アナログ                             | デジタル                           |                                |
| ------------------------------------ | ----------------------- | -------------------- | -------------------- | ------------------------------------ | ---------------------------------- | ------------------------------ |
| NTSCスタンダード（4:3）（e.g. 480i） | 720×480 704×480 352×240 | 10:11                | 10:11                | {\displaystyle 0.{\overline {90}}}   | {\displaystyle 0.{\overline {90}}} |                                |
| NTSCワイドスクリーン（16:9）         | 720×480 704×480 352×240 | 40:33                | 40:33                | {\displaystyle 1.{\overline {21}}}   | {\displaystyle 1.{\overline {21}}} |                                |
| PALスタンダード（4:3）（e.g. 576i）  | 720×576 704×576 352×288 | 59:54                | 12:11                | {\displaystyle 1.0{\overline {925}}} | {\displaystyle 1.{\overline {09}}} |                                |
| PALワイドスクリーン（16:9）          | 720×576 704×576 352×288 | 118:81               | 16:11                | {\displaystyle 1.4567\ldots }        | {\displaystyle 1.{\overline {45}}} |                                |
| デジタルHDTV（16:9）                 | 1440×1080 960×720       | N/A                  | 4:3                  | N/A                                  | {\displaystyle 1.{\overline {3}}}  |                                |
| デジタルHDTV（16:9）                 | 1920×1080 1280×720      | N/A                  | 1:1                  | N/A                                  | {\displaystyle \mathbf {1} .0}     | {\displaystyle \mathbf {1} .0} |